# NGC 6633
NGC 6633 (другое обозначение — OCL 90) — рассеянное скопление в созвездии Змееносец.
Этот объект входит в число перечисленных в оригинальной редакции «Нового общего каталога».